# Schwebebahn Dresden–Deuben
Die Schwebebahn Dresden–Deuben ist ein nie realisiertes Projekt einer Einschienenhängebahn als Hochbahn zwischen Dresden und Deuben (heute Teil der Stadt Freital), das in den Jahren 1896 bis etwa 1903/1904 verfolgt wurde. Sie sollte nach dem Vorbild der Wuppertaler Schwebebahn gebaut werden und sowohl die Nahverkehrsprobleme der Gemeinden des Döhlener Beckens lösen als auch für eine schnelle Anbindung nach Dresden sorgen.

## Vorgeschichte
Ab den 1890er Jahren mehrten sich die Anträge der damals 16 selbständigen Gemeinden des Döhlener Beckens zur Verbesserung des Nahverkehrs. Naheliegend war eine Straßenbahnverbindung, die jedoch aus nicht bekannten Gründen damals noch unrealisiert blieb. Die Albertsbahn wiederum konnte ihren Personenverkehr nicht weiter verdichten, außerdem waren weitere Haltestellen und Bahnhöfe ebenfalls außerhalb der Diskussion. In dem Zusammenhang, dass zu diesem Zeitpunkt schon über eine andere Schwebebahn im Dresdner Raum (die Bergschwebebahn Loschwitz–Oberloschwitz) diskutiert wurde sowie die Verträge zum Bau der heutigen Wuppertaler Schwebebahn abgeschlossen waren, lag es nahe, auch über ein solches Projekt zu diskutieren.
Am 10. Februar 1897 legte die Firma Elektrizitäts-AG vormals Schuckert & Co den bereits ausgearbeiteten Plan einer Schwebebahnverbindung, korrekt einer Einschienigen Hängebahn System Eugen Langen, vom Dresdner Postplatz ausgehend über Annen- und Freiberger Straße bis Löbtau und von dort oberhalb des Flusses Weißeritz bis Hainsberg vor. Sie hatte sich dazu der Unterstützung der Maschinenfabriken Augsburg und Nürnberg versichert. Betreiber sollte die Continentale Gesellschaft für elektrische Unternehmungen (Conti) werden. Das verheerende Weißeritzhochwasser vom 30. und 31. Juli 1897 und die Folge, dass zahlreiche Straßen noch Monate danach nicht oder nur schwer benutzbar waren, gaben dem (hochwassersicheren) Projekt Auftrieb: Das sächsische Finanzministerium seinerseits genehmigte Vorarbeiten für den Abschnitt von der Stadtgrenze Dresdens zur damals selbständigen Gemeinde Plauen, die neben den königlichen Ministerien der stärkste Befürworter des Projektes war, beginnend an der Grenzstraße (heutige Bamberger Straße) bis Deuben mit Verlängerungsoptionen nach Dresden, wobei die Stadt selbst dem Projekt skeptisch-abwartend gegenüberstand. Die konkrete Ausarbeitung übernahm die Conti.

## Projekt
Im Februar 1899 legte die Conti auftragsgemäß den Plan einer Schwebebahn von der Flurgrenze Dresden/Plauen an der Grenzstraße (Bamberger Straße) bis Deuben in Höhe der Egermühle vor. Er sah vor, dass ab der Flurgrenze zu Dresden die Bahn in einer Höhe von 4,5 bis 5 Metern längs der Chemnitzer und Coschützer Straße bis zur Krausestraße hinter der Plauener Kirche geführt werden sollte. Dort sollte sie in Richtung des Plauenschen Grundes abbiegen, durch einen kurzen Tunnel oberhalb des Forsthauses (Nähe Hegereiterbrücke) an die Weißeritz geführt werden und dann oberhalb der Weißeritz bis Deuben verlaufen. Stationen waren auch da vorgesehen, wo nennenswerter Besucherverkehr zu erwarten war, wie zum Beispiel unterhalb der Begerburg, die durch Aufzug und Brücke angebunden werden sollte, ähnlich wie er im Aufzug zur Ostrauer Scheibe in Bad Schandau dann 1904 durch private Initiative entstand. Zur Realisierung des Projektes hatte zwischenzeitlich die Conti eine Dresdner Tochtergesellschaft, die Elektra AG, gegründet.
Die 16 selbständigen Gemeinden des Döhlener Beckens lehnten das Projekt rundweg ab, auch, weil sich mehr oder minder die Realisierung einer Straßenbahn als die realistischere Variante abzeichnete. Die Conti versuchte, die Gegenargumente zu entkräften: Öffentlich diskutiert wurden die Verlängerung über Chemnitzer und Annenstraße zum Dresdner Postplatz, eine weitere Variante, die ab dem Plauenschen Platz eine Anbindung zum damals im Umbau befindlichen Hauptbahnhof Dresden erreichen sollte, aber auch eine verlängerte Linienvariante, die vom Postplatz aus unterirdisch zum Pirnaischen Platz und von dort aus wieder oberirdisch durch die Johannstadt nach Blasewitz führen sollte. Eine weitere Verlängerung nach Pirna wurde ebenso angedacht wie eine Verlängerung zum Weißen Hirsch mit einer unterirdischen Querung der Elbe. Ergänzende Seilbahnen, wie zum Beispiel von Deuben nach Burgk, sollten einerseits die öffentliche Anbindung verbessern, andererseits war inzwischen bekannt, dass pro Baukilometer 750.000 Mark veranschlagt wurden. Dieser Betrag, etwa 5.200.000 Euro nach Geldwert 2019, allein für die Baukosten, erschien schon damals als nicht mehr zeitgemäß. Außerdem sah sich die Conti erheblichen technischen Problemen gegenüber: Der Höhenunterschied zwischen Plauen und dem Tal der Weißeritz, ein Höhensprung von etwa 80 Metern, ist durch eine reine Adhäsionsbahn, wie sie in diesem Projekt vorgesehen war, kaum zu bewältigen und verteuerte das Projekt zusätzlich.

## Ende
Die „Straßenbahnpolitik“ in Sachsen war 1898 durch ein anderes Dekret (Dekret an die Stände, Nr. 32, vom 16. Februar 1898) neu geregelt worden. So plante die königliche Staatsregierung parallel zu ihrem eigenen Auftrag an die Conti (bzw. die Elektra AG) eine Straßenbahnlinie, die 1902 als Plauensche Grundbahn eröffnet wurde. An den Projekten für die Schwebebahn wurde noch bis etwa 1903/1904 geplant, dann wurden diese eingestellt.
Die Akten wurden im Sächsischen Hauptstaatsarchiv verwahrt. Dort sind sie zwar noch heute erhalten, das Projekt ist aber in Vergessenheit geraten. Als Schwebebahn wurde jedoch die Bergschwebebahn in Loschwitz 1901 eröffnet, deren Projektträger ebenfalls die Conti mit ihrer Tochter Elektra AG war.